# Asser Yassin
Asser Ashraf Fouad Yassin  (en árabe: أسير يس) (El Cairo, 25 de febrero de 1981) es un actor, escritor y productor de cine egipcio. Ha recibido varios premios en la categoría de mejor actor por su desempeño en varias producciones cinematográficas y televisivas de su país.

## Biografía

### Primeros años
En su juventud, Yassin asistía a producciones teatrales universitarias como espectador. Un día uno de sus amigos le pidió que representara a un actor ausente. Sintió un ambiente estimulante y refrescante y decidió tomar un curso de teatro y participar en más producciones de esta índole.

### Carrera
Yassin comenzó su carrera en el escenario de la Universidad Americana en El Cairo, donde fue descubierto por el director Khairy Beshara, quien lo invitó a interpretar su primer papel en la televisión en Qalb Habiba en 2006. Acto seguido, obtuvo un pequeño papel en la exitosa serie de televisión El edificio Yacobián en 2007. Su primer papel cinematográfico importante se dio en la película de Amr Salama Zay El Naharda (2008), recibiendo elogios por su papel secundario de un drogadicto. El mismo año, Yassin desempeñó un papel principal en la película El Waad junto con el legendario actor y estrella nacional Mahmoud Yassin. En 2010, Yassin desempeñó el papel principal en la película de Daoud Abdel Sayed Messages from the Sea, actuación por la que fue galardonado como el mejor actor en el Festival de cine de Cartago y en el Festival de cine árabe de Malmö. También recibió el premio en la misma categoría por su desempeño en la película de 2015 Aswar El Qamar en el Festival Internacional de Cine Mediterráneo de Tetuán.

## Plano personal
Asser es el mayor de dos hermanos. Sus dos padres son ingenieros. Asser se casó en 2012 con Kenzy Abdallah a quien conoció a través de amigos comunes. La pareja tiene dos hijos, Taher y Ameen.

## Filmografía

### Cine
| Título                                | Año  | Papel   |
| ------------------------------------- | ---- | ------- |
| Diamond Dust                          | 2018 | Taha    |
| Wust El Badad: El Ekhtelaf El Motalef | 2017 |         |
| Men Dahr Ragel                        | 2015 | Raheem  |
| Aswar Al Qamar                        | 2015 | Ahmed   |
| Rags & Tatters                        | 2013 |         |
| Bebo wa Bashir                        | 2011 | Bebo    |
| Messages from the Sea                 | 2010 | Yahia   |
| We Met Before                         | 2008 | Hesham  |
| Al Waad                               | 2008 | Adel    |
| Zay Al Naharda                        | 2008 | Mo      |
| Cryptic Reflections                   | 2008 |         |
| El Gezira                             | 2007 | Mahmoud |
| Halim                                 | 2006 | Mustafa |
| Ala Ganb Yasta                        | 2006 | Marei   |

### Televisión
| Título               | Año  | Papel  |
| -------------------- | ---- | ------ |
| El Ahd               | 2015 | Maheeb |
| 1001 Arabian Nights  | 2015 | Saad   |
| El edificio Yacobián | 2007 | Taha   |
| Qalb Habiba          | 2006 |        |